# Bâtiment administratif du gouvernement d'Andorre
Le bâtiment administratif du gouvernement d'Andorre, surnommé couramment le Bunker en raison de son architecture, abrite le siège du gouvernement d'Andorre et plusieurs de ses services.
Il est situé rue Prat de la Creau à Andorre-la-Vieille et sur son toit se trouve la place du Peuple.